# Inge-Lise Wagner
Inge-Lise Wagner (11. januar 1950) er en dansk præst, der i 1980 blev først hjælpepræst og i 1982 sognepræst i Rær-Hansted-Vigsø-Klitmøller Sogne, Hanstholm. I 1988 blev hun fyret under stor medieopmærksomhed, på grund af uenighed med menighedsrådene i Hansted-Klitmøller og Ræhr-Vigsø pastorater. Forinder var der ført to provesteretssager, hvor den sidste endte med en bøde for en kontroversiel prædiken, hvori Inge-Lise Wagner blandt andet havde kaldt politiet for "uniformerede mordere". Det medførte den strengest mulige straf fra kirkeministeriet, en bøde på en halv månedsløn, på daværende tidspunkt omkring 8000 kroner. Senere blev hun afskediget på grund af samarbejdsvanskeligheder.
Inge-Lise Wagner blev kendt i medierne som "motorcykelpræsten". Hun er også tilknyttet cirkusmiljøet, hvor hun begyndte som cirkuspræst i Cirkus Schumann i 1980. I 1981 skrev Dansk Artistforbund i deres medlemsblad, at nu havde man fået en cirkuspræst
Inge-Lise Wagner er i dag kirkesanger og vikarierer som præst.
Den 26. oktober 2011 blev Wagner anholdt efter fundet af flere håndvåben under en ransagning på hendes adresse.